# Jacques-Henri Schloesing
Jacques-Henri Schloesing (Montreux, 12 décembre 1919 - Mort pour la France à Beauvoir-en-Lyons, le 26 août 1944) est un militaire français, Compagnon de la Libération. Aviateur rallié à la France libre, il s'illustre dans les combats au-dessus de la Manche et des côtes françaises. Survivant une première fois au crash de son avion, il parvient à échapper aux Allemands et à reprendre le combat quelques mois plus tard avant d'être à nouveau abattu et d'y laisser la vie en 1944.

## Biographie

### Avant-guerre
Jacques-Henri Schloesing naît le 12 décembre 1919 à Montreux en Suisse au sein d'une famille protestante alsacienne
. D'abord installée à Mulhouse où le père, le pasteur Émile Schloesing (1888-1971), exerce de 1919 à 1928, la famille part ensuite à Paris. Après un baccalauréat obtenu à l'issue de sa scolarité au lycée Carnot, Jacques-Henri suit des cours de droit et prépare l'école coloniale tout en s'impliquant parallèlement dans le scoutisme protestant
. Devançant l'appel, il s'engage dans l'armée le 5 septembre 1939 et intègre l'école des officiers de réserve de Laval. Puis, demandant à servir dans l'aviation, il est envoyé à l'école de l'air de Versailles où il est breveté chef de bord et officier observateur.

### Seconde guerre mondiale

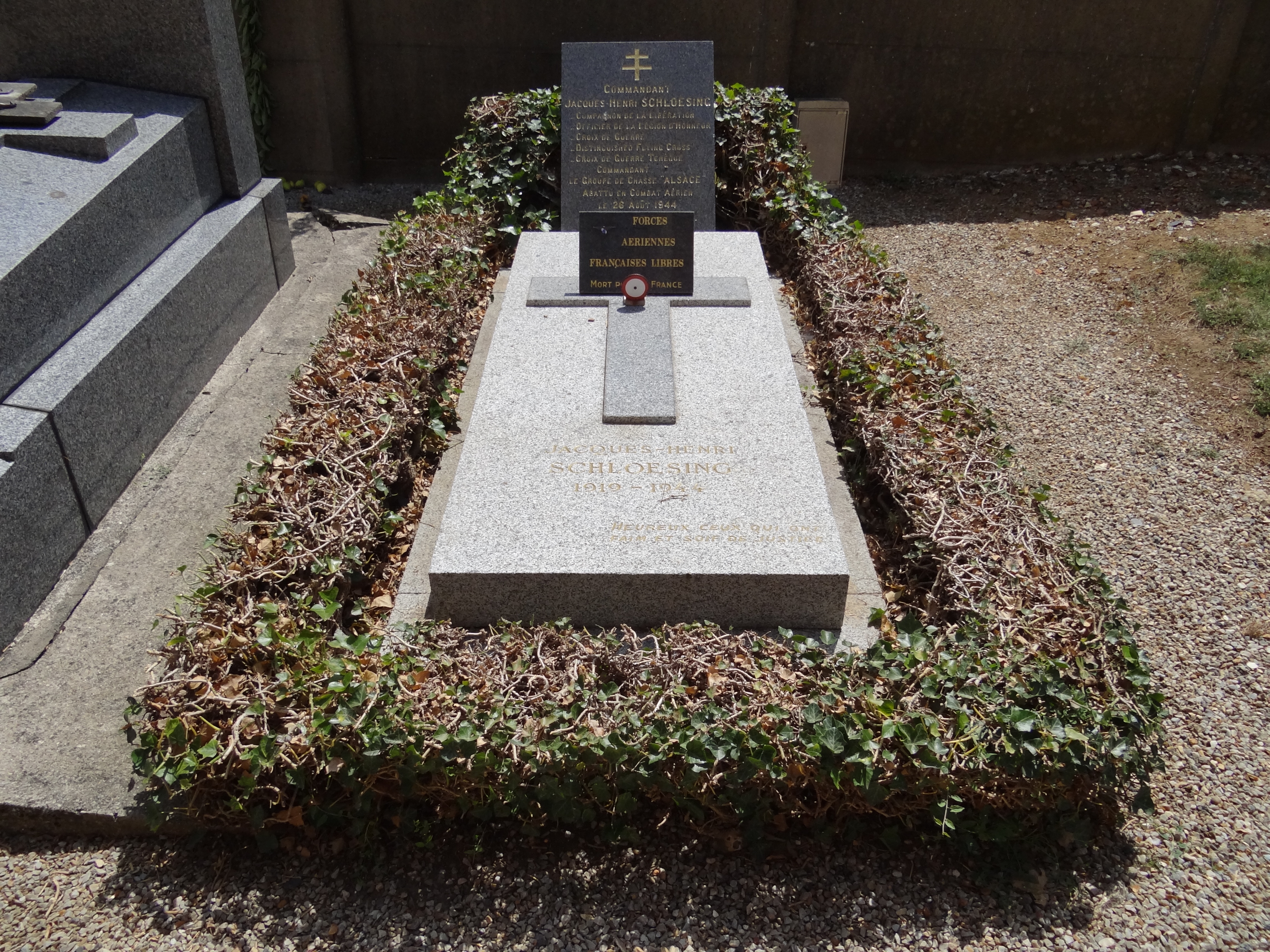
La tombe de Jacques-Henri Schloesing au cimetière de Beauvoir-en-Lyons (Seine-Maritime).

Replié avec son unité sur la base de Francazal lors de la bataille de France, Jacques-Henri Schloesing entend l'annonce faite par le maréchal Pétain du futur armistice. Désireux de poursuivre la lutte, il embarque le 22 juin avec Didier Béguin, René Casparius et Raymond Roques à bord d'un Caudron C.440 en direction de l'Angleterre. Arrivé sur le sol britannique, il retrouve deux de ses frères et sa mère ayant également fui la France, mais pas son père qui, volontaire pour combattre, a été capturé et restera prisonnier jusqu'en 1941. Engagé dans les forces françaises libres, il est envoyé en Operational Training Unit où il subit un important entraînement lui permettant d'être breveté pilote. Promu sous-lieutenant, il est affecté, dès la création de celui-ci en novembre 1941, au Groupe de chasse Île-de-France avec lequel il connaît son baptême du feu le 10 avril 1942. Aux commandes d'un Spitfire, il participe aux opérations au-dessus de la Manche et des côtes françaises en tant que commandant en second de l'escadrille "Versailles" du groupe Île-de-France. Après avoir gravement endommagé un Junkers Ju 88 le 4 juin, il est promu lieutenant en juillet et prend le commandement de son escadrille. Il passe capitaine en octobre et abat en combat aérien un Focke-Wulf Fw 190 le 2 novembre. Le mois suivant, sur recommandation de Bernard Dupérier, il succède à ce dernier à la tête du groupe de chasse Île-de-France.
Le 13 février 1943, Jacques-Henri Schloesing est abattu en vol au-dessus de la Somme par quatre Fw 190. Il parvient à s'extraire de son appareil et à déclencher son parachute mais est gravement brûlé au visage et aux mains. Aidé par la population locale, il réussit à se soustraire pendant plusieurs jours aux recherches allemandes et rejoint Paris dix jours plus tard. Accueilli par une famille travaillant pour le compte du réseau Comète, il est hébergé et soigné pendant deux mois puis regagne l'Angleterre après être passé par l'Espagne. Il apprend alors sa promotion au grade de commandant puis subit plusieurs opérations et une longue convalescence. Il finit par reprendre le service actif en mai 1944 et est réaffecté au groupe Île-de-France avec lequel il participe au débarquement de Normandie le 6 juin 1944 assurant un soutien aérien des troupes. Le 24 août, il est muté au Groupe de chasse Alsace et en prend le commandement, fraîchement décoré de l'Ordre de la Libération. Deux jours plus tard, lors d'une patrouille dans le ciel de Rouen, son avion est abattu et s'écrase à Beauvoir-en-Lyons. Cette fois-ci, Jacques-Henri Schloesing ne survit pas. Il avait à son actif 148 heures de vol de guerre en 85 missions. Sa tombe se trouve au cimetière de Beauvoir-en-Lyons (Seine-Maritime).

## Décorations
|  |  |  |
|  |  |  |

| Officier de la Légion d'honneur     | Officier de la Légion d'honneur     | Compagnon de la Libération               | Compagnon de la Libération               | Croix de Guerre 1939-1945         | Croix de Guerre 1939-1945         |
| Médaille de la Résistance française | Médaille de la Résistance française | Distinguished Flying Cross (Royaume-Uni) | Distinguished Flying Cross (Royaume-Uni) | Croix de guerre (Tchécoslovaquie) | Croix de guerre (Tchécoslovaquie) |

## Hommages
- La rue du Commandant-Schloesing à Paris (anciennement rue des Réservoirs) a été rebaptisée en son honneur le 27 novembre 1964.
- Le boulevard Schloesing à Marseille se trouve à cheval sur les 8e, 9e et 10e arrondissements
- Une stèle commémorative a été érigée sur le lieu de sa mort à Beauvoir-en-Lyons
- Son nom figure sur la plaque "À nos morts de la guerre" dans le temple de l'église protestante française de Londres.

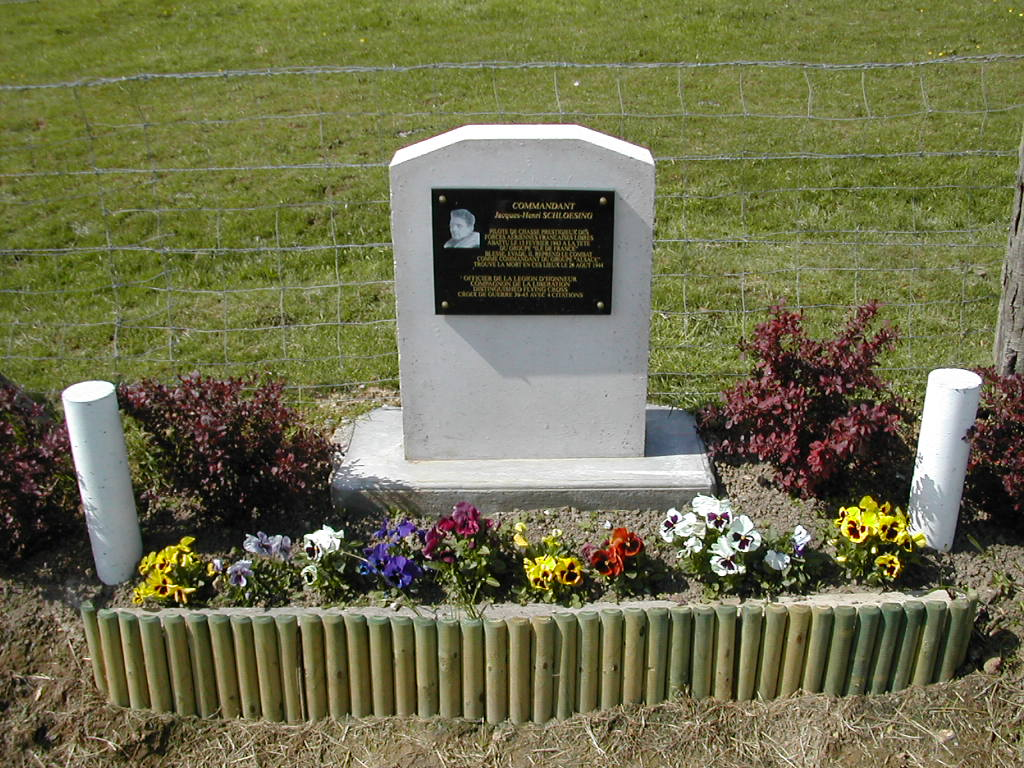
Stèle commémorative à Beauvoir-en-Lyons.
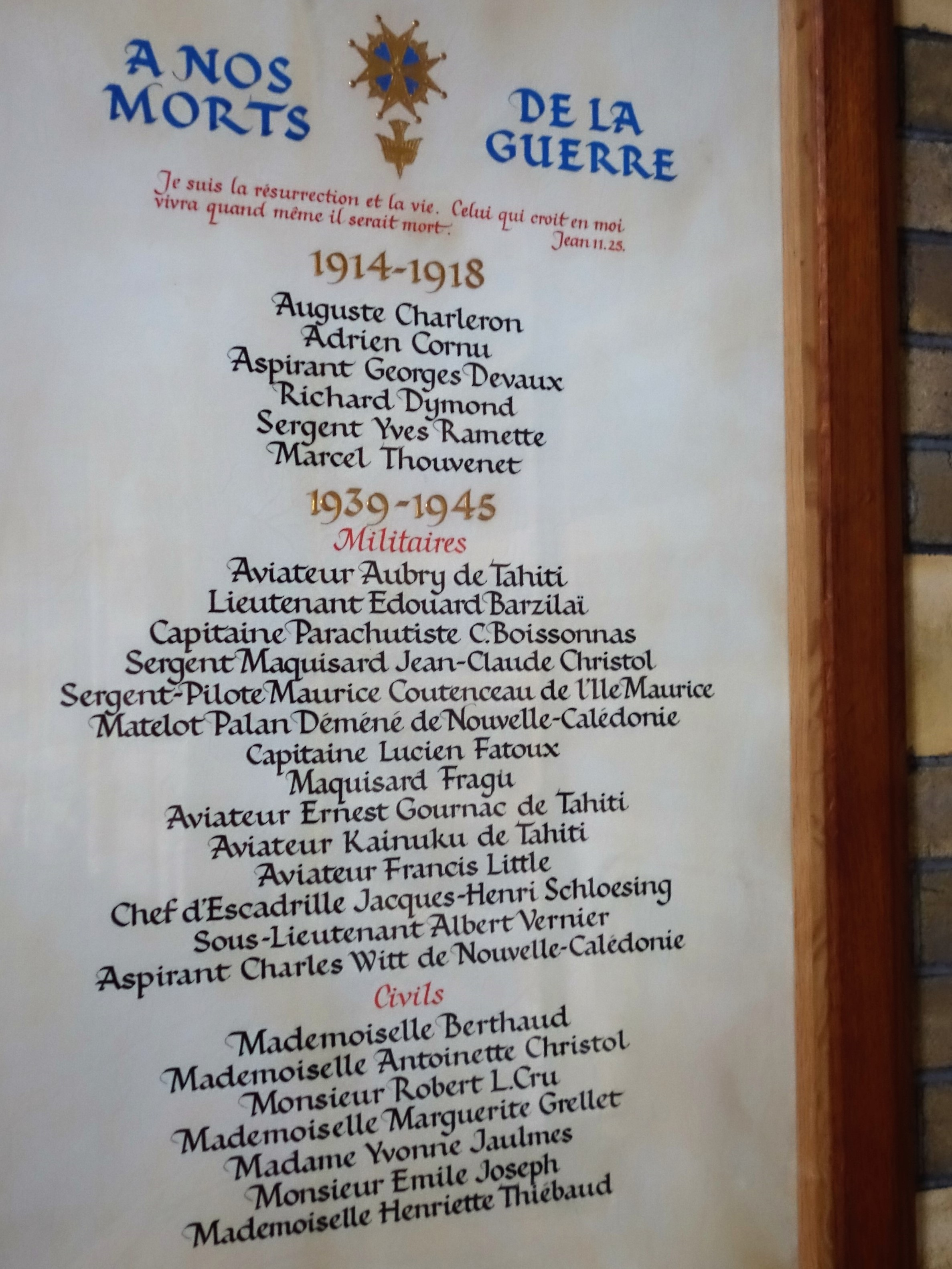
Plaque « À nos morts de la guerre », Église protestante française de Londres.